# Neoblattella elegantula
Neoblattella elegantula är en kackerlacksart som beskrevs av Rocha e Silva 1964. Neoblattella elegantula ingår i släktet Neoblattella och familjen småkackerlackor.
Artens utbredningsområde är Venezuela. Inga underarter finns listade i Catalogue of Life.